# Lago di Dil
Il lago di Dil, anche noto come laguna di Karine, (in turco: Dil Gölü o Karine Lagünü) è una laguna nella regione egea della Turchia.

## Geografia
Il lago si trova a nord del delta del fiume Büyük Menderes nell' ilçe (distretto) di  Söke della provincia di Aydın a 37° 34'N e 27° 12'E, ed è situato nel Parco nazionale della penisola del Dilek e del delta del Büyük Menderes (in turco: Dilek Yarımadası-Büyük Menderes Deltası Millî Parkı), a sud del Dilek Dağı, essendo separato dal Mar Egeo da una striscia stretta di circa 100 metri. Essendo una laguna, lo specchio d'acqua è usato come allevamento ittico. La sua superficie è di 2100 ettari. Doğanbey è l'unico insediamento sulla costa del lago. A sud del lago di Dil ci sono anche lagune più piccole: i loro nomi sono Arapça, Tuzla, Mavi, Kokar, Koca e Bölme.

## Fauna
Il lago ha importanza per la sua avifauna. In questo lago si possono trovare il pellicano crespo, il fenicottero, il marangone minore e molte altre specie di uccelli.